# Yolanda Arrieta
Yolanda Arrieta Malaxetxebarria (Echevarría, Vizcaya, 6 de julio de 1963) es una escritora española. Realizó los estudios de Magisterio (en la rama de Filología Vasca) en la Escuela de Profesorado de Escoriaza. Tras ello realizó los estudios de teatro en la escuela "Antzerti" del Gobierno Vasco y finalmente, Antropología Cultural y Social, en la Facultad de Filosofía y Ciencias de la Educación de San Sebastián. Su mayor actividad, a la que más tiempo y con mayor profundidad se ha dedicado, ha sido la literatura, tanto como creadora como conduciendo talleres literarios e impulsando el gusto por la literatura y la lectura. En este último apartado, son dignas de mención sus sesiones con padres y profesores para acercar la literatura y la tradición oral a los profesores, padres, niños y jóvenes.

## Obras

### Novela
- Jimiren laguna (1990, Susa aldizkaria)
- Luisa (1991, SUSA aldizkaria)
- Noiz baina! (1995, EGAN Aldizkaria) (Antzerkia)
- Lekurik bai? (1996, E. Jaurlaritza. Hezkuntza saila)
- Bihozkadak (1996, EGAN Aldizkaria) (Antzerkia)
- Jostorratza eta haria (1998, KUTXA)[3]
- Gutiziak (idazle askoren artean) (2000, TXALAPARTA)
- Jostorratza eta haria (2001, Alberdania)
- Jostorratza eta haria- Aguja e hilo (Edición bilingüe 2005, ATENEA)
- LAUAXETA. Idazleek idazleari Omenaldia (liburu kolektiboa) (2005, EHU-ko Argitalpen Zerbitzua)
- Uretan lez (2008, Erein)
- Off-on (2009, Erein)
- Argiaren alaba (2014, autoedición); (2015, Denonartean), traducida en 2016 bajo el título La hija de las luces
- Ataria (2019), Denonartean

### Ensayo
- Gatzaren atzetik (2005, autoedición)
- Zortzi unibertso, zortzi idazle elkarrizketa Ana Urkiza gidari (2006, Alberdania)
- Aho bete amets: ahozko haur poesiaren alde (2016, Denonartean)

### Literatura infantil y juvenil
- Badago ala ez dago...? (1992, Eusko Jaurlaritza; reeditado, 1998, Aizkorri)
- Begigorritarren erlojua (1992, SM)
- Hegaldiak (1994, SM)
- Denboaren kanta-kontuak (1995, SM)
- Nola bizi, zazpi bizi (1996, DDB)
- Izar bat erori da zerutik lurrera (2000, Baigorri)
- Groau! (2004, Aizkorri)
- Astebeteko kontuak (2005, Aizkorri)
- Oinutsik jauregian (2007, Ibaizabal)
- Ametsetarako hitzak Varios autores (2007, Lea-Artibaiko Hitza)
- Zazpi pertsonaia istorio bila (2008, Aizkorri)
- Zorionak! (2008, Ayuntamiento de Yurreta)
- Amarunen alamandrea (2009, Gero-Mensajero)
- Agur, ama! (2009, Aizkorri)
- Ongi etorri! (2009, Ayuntamiento de Galdácano)
- Itzalpetik (2010, Erein)
- Nitaz ahaztu dira (2010, Erein)
- Amaren urteak (2011, Aizkorri)
- Iturretako ermita (2011, Ayuntamiento de Marquina-Jeméin)
- ABCD berri bat (2011, Mezulari)
- Ai, ai, ai! (2011, Mezulari)
- Basajaun eta Martin (2012, Erein)
- Maddalenen usaina (2014, Ibaizabal)
- Luna cuna (2017, Elkar)
- Ataria (2019, Denonartean), traducida en 2020 bajo el título: Ataria : una puerta a la utopía

### Otros
- Eskola antzerkia lantzeko gida (2004, Euskal Idazleen Elkartea)
- Ipuina Lantzeko Gida Arrieta Malaxetxebarria, Iñaki Friera y Antton Irusta (2004 Euskal Idazleen Elkartea)
- Saldarako (cuento) (2005, IVAP Revista Administrazioa euskaraz, n. 49)
- Zurian zuri (2006, Beterriko liburua)
- Mari (cuento) (2007, Ayuntamiento de Bilbao)
- K.M y M.K (cuento)(2008, IVAP Revista Administrazioa euskaraz, n. 61)
- Artículo "Idazketa sortzailetik pentsamendu sortzailera"  (2008, edición digital de Eusko Ikaskuntza)

## Premios
- 1990, I.Legazpi saria, Antzerkia.
- 1991, Baporea saria
- 1991, Euskadi Antzerki Saria
- 1991, Santurtziko antzerki labur saria
- 1991, Pedro Barrutia antzerki saria
- 1993, Donostia hiria antzerkiko 2. saria
- 1998, Irun hiria saria Premio Ciudad de Irún,por Jostorratza eta haria, varias ediciones.
- 2006, Premio Max por Groau! (Aizkorri, 2004).
- 2011, Peru Abarka saria, Ayuntamiento de Marquina-Jeméin
- 2015, Premio Euskadi de Literatura por Argiaren alaba (Autoedición, 2014)